# Elección para gobernador de Idaho de 2022
La elección para gobernador de Idaho de 2022 se llevó a cabo el 8 de noviembre. Las elecciones primarias estatales se realizaron el martes 17 de mayo de 2022.
El gobernador titular republicano Brad Little resultó reelecto para un segundo mandato.

## Primaria republicana

### Candidatos declarados
- Steve Bradshaw, comisionado del condado de Bonner.[1]
- Ben Cannady.
- Edward Humphreys.[2]
- Brad Little, gobernador titular.[3]
- Ashley Jackson, actriz y activista.
- Lisa Marie.
- Janice McGeachin, vicegobernadora titular.[4][5]
- Cody Usabel.[6]

### Resultados
| Candidatos                   | Votos   | %     |
| ---------------------------- | ------- | ----- |
|                              | Votos   | %     |
| Brad Little                  | 148,831 | 52.81 |
| Janice McGeachin             | 90,854  | 32.24 |
| Edward Humphreys             | 30,877  | 10.96 |
| Steve Bradshaw               | 5,470   | 1.94  |
| Ashley Jackson               | 3,172   | 1.13  |
| Lisa Marie                   | 1,119   | 0.40  |
| Ben Cannady                  | 804     | 0.29  |
| Cody Usabel                  | 680     | 0.24  |
|                              |         |       |
| Total                        | 281,807 | 100   |
|                              |         |       |
| Fuente: Elections Department |         |       |

## Primaria demócrata

### Candidatos declarados
- Stephen Heidt.

### Resultados
| Candidatos                   | Votos  | %     |
| ---------------------------- | ------ | ----- |
|                              | Votos  | %     |
| Stephen Heidt                | 25,088 | 78.78 |
| Escritos                     | 6,757  | 21.22 |
|                              |        |       |
| Total                        | 31,845 | 100   |
|                              |        |       |
| Fuente: Elections Department |        |       |

## Primaria libertaria

### Candidatos declarados
- John Dionne Jr.
- Paul Sand, concejal de White Bird.[7]

### Resultados
| Candidatos                   | Votos | %     |
| ---------------------------- | ----- | ----- |
|                              | Votos | %     |
| Paul Sand                    | 426   | 60.25 |
| John Dionne                  | 281   | 39.75 |
|                              |       |       |
| Total                        | 707   | 100   |
|                              |       |       |
| Fuente: Elections Department |       |       |

## Primaria constitucional

### Candidatos declarados
- Chantyrose Davison.[8]

### Resultados
| Candidatos                   | Votos | %     |
| ---------------------------- | ----- | ----- |
|                              | Votos | %     |
| Chantyrose Davison           | 345   | 64.37 |
| Escritos                     | 191   | 35.63 |
|                              |       |       |
| Total                        | 536   | 100   |
|                              |       |       |
| Fuente: Elections Department |       |       |

## Resultados

### Generales
| Partido                                     | Partido       | Candidato          | Votos     | %     |
| ------------------------------------------- | ------------- | ------------------ | --------- | ----- |
|                                             | Republicano   | Brad Little        | 358,598   | 60.52 |
|                                             | Demócrata     | Stephen Heidt      | 120,160   | 20.28 |
|                                             | Independiente | Ammon Bundy        | 101,835   | 17.19 |
|                                             | Libertario    | Paul Sand          | 6,714     | 1.13  |
|                                             | Constitución  | Chantyrose Davison | 5,250     | 0.89  |
|                                             |               |                    |           |       |
| Total                                       | Total         | Total              | 592,557   | 100   |
| Participación                               | Participación | Participación      | 599,353   | 57.18 |
| Registrados                                 | Registrados   | Registrados        | 1,048,263 |       |
|                                             |               |                    |           |       |
| Fuente: State of Idaho Elections Department |               |                    |           |       |

### Por condado
|            | Little Republicano | Little Republicano | Heidt Demócrata | Heidt Demócrata | Bundy Independiente | Bundy Independiente | Sand Libertario | Sand Libertario | Davison Constitución | Davison Constitución | Escritos | Escritos | Total   |
| Condado    | Votos              | %                  | Votos           | %               | Votos               | %                   | Votos           | %               | Votos                | %                    | Votos    | %        | Total   |
| ---------- | ------------------ | ------------------ | --------------- | --------------- | ------------------- | ------------------- | --------------- | --------------- | -------------------- | -------------------- | -------- | -------- | ------- |
| Ada        | 105,276            | 56.84              | 53,693          | 28.99           | 22,867              | 12.35               | 2,190           | 1.18            | 1,200                | 0.65                 | 3        | 0.00     | 185,229 |
| Adams      | 1,287              | 63.71              | 239             | 11.83           | 446                 | 22.08               | 23              | 1.14            | 25                   | 1.24                 | 0        | 0.00     | 2,020   |
| Bannock    | 14,945             | 58.51              | 7,006           | 27.43           | 2,907               | 11.38               | 379             | 1.48            | 263                  | 1.03                 | 42       | 0.16     | 25,542  |
| Bear Lake  | 1,412              | 62.31              | 140             | 6.18            | 678                 | 29.92               | 17              | 0.75            | 19                   | 0.84                 | 0        | 0.00     | 2,266   |
| Benewah    | 2,097              | 60.71              | 397             | 11.49           | 871                 | 25.22               | 44              | 1.27            | 45                   | 1.30                 | 0        | 0.00     | 3,454   |
| Bingham    | 8,750              | 70.66              | 1,277           | 10.31           | 2,022               | 16.33               | 144             | 1.16            | 170                  | 1.37                 | 21       | 0.17     | 12,384  |
| Blaine     | 4,022              | 41.32              | 5,149           | 52.90           | 424                 | 4.36                | 80              | 0.82            | 45                   | 0.46                 | 14       | 0.14     | 9,734   |
| Boise      | 1,932              | 56.20              | 453             | 13.18           | 970                 | 28.21               | 37              | 1.08            | 46                   | 1.34                 | 0        | 0.00     | 3,438   |
| Bonner     | 12,136             | 58.36              | 3,121           | 15.01           | 5,110               | 24.57               | 198             | 0.95            | 229                  | 1.10                 | 0        | 0.00     | 20,794  |
| Bonneville | 24,525             | 69.11              | 5,310           | 14.96           | 4,803               | 13.53               | 451             | 1.27            | 395                  | 1.11                 | 3        | 0.01     | 35,487  |
| Boundary   | 3,084              | 58.87              | 437             | 8.34            | 1,602               | 30.58               | 49              | 0.94            | 56                   | 1.07                 | 11       | 0.21     | 5,239   |
| Butte      | 635                | 62.93              | 74              | 7.33            | 266                 | 26.36               | 19              | 1.88            | 15                   | 1.49                 | 0        | 0.00     | 1,009   |
| Camas      | 337                | 65.18              | 61              | 11.80           | 104                 | 20.12               | 8               | 1.55            | 7                    | 1.35                 | 0        | 0.00     | 517     |
| Canyon     | 34,316             | 58.83              | 9,236           | 15.83           | 13,554              | 23.24               | 682             | 1.17            | 538                  | 0.92                 | 3        | 0.01     | 58,329  |
| Caribou    | 1,495              | 70.52              | 142             | 6.70            | 436                 | 20.57               | 22              | 1.04            | 25                   | 1.18                 | 0        | 0.00     | 2,120   |
| Cassia     | 4,074              | 70.06              | 371             | 6.38            | 1,226               | 21.08               | 68              | 1.17            | 63                   | 1.08                 | 13       | 0.22     | 5,815   |
| Clark      | 145                | 69.71              | 12              | 5.77            | 45                  | 21.63               | 2               | 0.96            | 4                    | 1.92                 | 0        | 0.00     | 208     |
| Clearwater | 2,220              | 71.13              | 368             | 11.79           | 467                 | 14.96               | 35              | 1.12            | 24                   | 0.77                 | 7        | 0.22     | 3,121   |
| Custer     | 1,228              | 60.34              | 232             | 11.40           | 538                 | 26.44               | 15              | 0.74            | 22                   | 1.08                 | 0        | 0.00     | 2,035   |
| Elmore     | 4,260              | 64.25              | 1,023           | 15.43           | 1,146               | 17.29               | 107             | 1.61            | 94                   | 1.42                 | 0        | 0.00     | 6,630   |
| Franklin   | 2,744              | 63.27              | 213             | 4.91            | 1,294               | 29.84               | 33              | 0.76            | 53                   | 1.22                 | 0        | 0.00     | 4,337   |
| Fremont    | 3,073              | 72.10              | 347             | 8.14            | 737                 | 17.29               | 41              | 0.96            | 64                   | 1.50                 | 0        | 0.00     | 4,262   |
| Gem        | 4,582              | 60.04              | 599             | 7.85            | 2,310               | 30.27               | 72              | 0.94            | 68                   | 0.89                 | 0        | 0.00     | 7,631   |
| Gooding    | 2,458              | 60.68              | 430             | 10.61           | 1,075               | 26.54               | 40              | 0.99            | 47                   | 1.16                 | 1        | 0.02     | 4,051   |
| Idaho      | 4,840              | 64.79              | 638             | 8.54            | 1,816               | 24.31               | 98              | 1.31            | 78                   | 1.04                 | 0        | 0.00     | 7,470   |
| Jefferson  | 6,591              | 72.52              | 580             | 6.38            | 1,668               | 18.35               | 95              | 1.05            | 154                  | 1.69                 | 0        | 0.00     | 9,088   |
| Jerome     | 3,161              | 64.91              | 540             | 11.09           | 1,051               | 21.58               | 59              | 1.21            | 47                   | 0.97                 | 12       | 0.25     | 4,870   |
| Kootenai   | 38,296             | 61.29              | 9,299           | 14.88           | 13,727              | 21.97               | 517             | 0.83            | 451                  | 0.72                 | 189      | 0.30     | 62,479  |
| Latah      | 8,256              | 54.88              | 5,043           | 33.52           | 1,403               | 9.33                | 184             | 1.22            | 87                   | 0.58                 | 70       | 0.47     | 15,043  |
| Lemhi      | 2,465              | 67.35              | 421             | 11.50           | 713                 | 19.48               | 34              | 0.93            | 26                   | 0.71                 | 1        | 0.03     | 3,660   |
| Lewis      | 1,013              | 74.43              | 123             | 9.04            | 210                 | 15.43               | 6               | 0.44            | 9                    | 0.66                 | 0        | 0.00     | 1,361   |
| Lincoln    | 841                | 63.66              | 152             | 11.51           | 292                 | 22.10               | 18              | 1.36            | 18                   | 1.36                 | 0        | 0.00     | 1,321   |
| Madison    | 6,037              | 72.42              | 694             | 8.33            | 1,388               | 16.65               | 85              | 1.02            | 132                  | 1.58                 | 0        | 0.00     | 8,336   |
| Minidoka   | 3,222              | 68.25              | 399             | 8.45            | 980                 | 20.76               | 61              | 1.29            | 59                   | 1.25                 | 0        | 0.00     | 4,721   |
| Nez Perce  | 9,252              | 68.63              | 2,659           | 19.72           | 1,328               | 9.85                | 154             | 1.14            | 88                   | 0.65                 | 0        | 0.00     | 13,481  |
| Oneida     | 1,031              | 63.21              | 70              | 4.29            | 499                 | 30.59               | 9               | 0.55            | 18                   | 1.10                 | 4        | 0.25     | 1,631   |
| Owyhee     | 1,881              | 57.19              | 300             | 9.12            | 1,015               | 30.86               | 44              | 1.34            | 49                   | 1.49                 | 0        | 0.00     | 3,289   |
| Payette    | 4,874              | 64.06              | 723             | 9.50            | 1,846               | 24.26               | 84              | 1.10            | 82                   | 1.08                 | 0        | 0.00     | 7,609   |
| Power      | 1,411              | 71.41              | 297             | 15.03           | 210                 | 10.63               | 24              | 1.21            | 30                   | 1.52                 | 4        | 0.20     | 1,976   |
| Shoshone   | 2,614              | 63.32              | 767             | 18.58           | 669                 | 16.21               | 42              | 1.02            | 36                   | 0.87                 | 0        | 0.00     | 4,128   |
| Teton      | 2,169              | 46.23              | 1,989           | 42.39           | 453                 | 9.65                | 62              | 1.32            | 19                   | 0.40                 | 0        | 0.00     | 4,692   |
| Twin Falls | 13,884             | 60.29              | 3,428           | 14.89           | 5,111               | 22.19               | 291             | 1.26            | 279                  | 1.21                 | 36       | 0.16     | 23,029  |
| Valley     | 3,211              | 61.37              | 1,344           | 25.69           | 578                 | 11.05               | 62              | 1.19            | 36                   | 0.69                 | 1        | 0.02     | 5,232   |
| Washington | 2,516              | 64.12              | 364             | 9.28            | 980                 | 24.97               | 29              | 0.74            | 35                   | 0.89                 | 0        | 0.00     | 3,924   |